# Boat Trip
Boat Trip ist eine US-amerikanisch-deutsche Filmkomödie aus dem Jahr 2002. Regie führte Mort Nathan, der auch zusammen mit William Bigelow das Drehbuch schrieb. Die Hauptrolle ist mit Cuba Gooding Jr. besetzt.

## Handlung
Die Freunde Jerry Robinson und Nick Ragoni buchen eine Reise auf einem Kreuzfahrtschiff. Da sie kurz zuvor mit dem Mitarbeiter des Reisebüros gestritten haben, verkauft er ihnen eine Sonderreise für Schwule, ohne Jerry und Nick darüber zu informieren. Die Freunde bemerken den Irrtum erst auf dem Schiff. Jerry kommt der Tanzlehrerin Gabriella näher. Der englische Adelige Lloyd Faversham, der eine devote Veranlagung aufweist, verliebt sich in Nick.
Aus dem Wasser wird eine Gruppe von schwedischen Sportlerinnen gerettet. Nick versucht, sich den Frauen zu nähern. Er gerät jedoch immer wieder an die zwar nicht mehr ganz junge, aber gut gebaute, Trainerin des Teams, die ihn zunehmend attraktiv findet.
Zwischen Jerry und Gabriella kommt es zum Bruch. Gabriella bekommt einen Job auf einer Sonderkreuzfahrt für Lesben. Faversham, ein ehemaliger SAS-Offizier, bringt ihn mit einem Flugzeug zum Schiff. Faversham und Jerry springen zusammen mit dem Fallschirm ab und landen auf dem Schiff. Gabriella verzeiht Jerry und küsst ihn. Eine der auf dem Schiff befindlichen lesbischen Frauen meint, sie könne das nicht verstehen. Faversham erwidert, dass er das ebenfalls nicht verstehen könne.

## Produktionsnotizen, Einspielergebnisse
Die Dreharbeiten fanden in Düsseldorf, Köln, Bonn, Griechenland und Los Angeles statt. Die Produktionskosten betrugen ca. 20 Millionen US-Dollar. Der Film spielte in den Kinos der USA 8,586 Millionen US-Dollar ein, in den anderen Ländern – 5,873 Millionen US-Dollar, darunter 1,777 Millionen Euro in Spanien. Laut Box Office Mojo beträgt das Einspielergebnis 14.947.463 US-Dollar.
Bei dem im Film gezeigten Kreuzfahrtschiff handelt es sich um die Chinese Taishan, das damals noch den Namen ‘Olympia Voyager’ sowie einen blauen Rumpf hatte.

## Kritiken
Claudia Puig schrieb in der USA Today vom 20. März 2003, dass der Film eine „unbedeutende Gräßlichkeit“ (“trifling atrocity”) sei. Sein Humor sei „subtil wie eine Schlammlawine“; der Film wurde in dieser Hinsicht mit der Komödie Verrückt nach Mary verglichen.
Kevin Thomas hingegen war in der Los Angeles Times vom 21. März 2003 der Meinung, dass der Film „urkomisch“ sei. Er lobte die Darstellungen von Cuba Gooding Jr. und Horatio Sanz, die Regie sowie das Drehbuch.
Das Fernsehmagazin TV Spielfilm meinte: „Ex-Bond Roger Moore erntet als alternde Tunte einige Lacher, der Rest des Teams sollte vor Scham in der Tiefsee versinken.“
Das Lexikon des internationalen Films führte aus: „Schlampig inszenierte, nur an oberflächlichem und obszönem Klamauk interessierte Komödie, die selbst die anvisierte jugendliche Zielgruppe mit der Anhäufung antiquierter Schwulenwitze langweilen dürfte.“

## Auszeichnung
Cuba Gooding Jr. und Mort Nathan wurden im Jahr 2004 für die Goldene Himbeere nominiert.